# 94 Aquarii
94 Aquarii (94 Aqr) es una estrella múltiple en la constelación del Acuario de magnitud aparente +5,19.
Se encuentra a una distancia de 69 años luz del sistema solar, si bien el error en dicha medida alcanza el 5,2%.
Es un sistema estelar triple, donde las dos componentes más próximas entre sí —94 Aquarii Aa y 94 Aquarii Ab, resueltas mediante interferometría de moteado— tienen una distante compañera a 13 segundos de arco, denominada 94 Aquarii B.

## 94 Aquarii Aa y Ab
94 Aquarii Aa es una subgigante amarilla de tipo espectral G8.5IV, anteriormente catalogada como G5IV.
Su brillo, 0,13 magnitudes por encima del que correspondería a una estrella de la secuencia principal, corresponde a una luminosidad 3,5 veces superior a la luminosidad solar.
Tiene una temperatura efectiva de 5488 ± 83 K y una masa de aproximadamente 1,29 masas solares.
Su radio puede ser un 90% más grande que el radio solar y completa una rotación en 42 días.
Es una estrella rica en elementos pesados cuya metalicidad es un 41% más elevada que la solar ([Fe/H] = +0,15).
94 Aquarii Ab es una enana naranja cuyas características no son bien conocidas.
Su brillo puede ser unas 3 magnitudes inferior al de su brillante y más evolucionada compañera.
Con una temperatura de 4800 K aproximadamente, su masa estimada es un 9% menor que la del Sol.
Completa una órbita en torno a la subgigante cada 6,3 años (2291 días).

## 94 Aquarii B
94 Aquarii B es también una enana naranja de magnitud +6,97.
De tipo espectral K2V, tiene una temperatura efectiva de 5136 ± 80 K.
Su radio es un 7% más pequeño que el radio solar y su masa un 4% menor que la del Sol.
Posee una luminosidad equivalente a algo más de la mitad de la que tiene el Sol.
Su período orbital alrededor de la binaria Aa-Ab es de unos 3450 años.
El sistema tiene una edad de aproximadamente 6250 millones de años.